# 궁베이비
궁베이비(중국어 간체자: 龚蓓苾, 정체자: 龔蓓苾, 병음: Gōng Beìbì, 한자음: 공배필, 1978년 2월 21일 ~ )는 중화인민공화국의 배우이다.

## 출연 작품

### 텔레비전 드라마
- 열화여가

### 영화
- 나는 약신이 아니다 (2018년) - 뤼서우이 아내 역
- 결실적애 (2017년)
- 석기시대지백만대정탐 (2013년)
- 영웅이 되고 싶은 남자 (2012년)
- B+ 탐정 (2011년)
- 건국대업 (2009년)
- 커넥트 (2008년)
- 콜 포 러브 (2007년)
- 독자등대 (2005년)
- 의신의귀 (2005년)
- 세상에서 나를 가장 아프게 했던 그 사람이 갔습니다 (2002년)
- 버스 44 (2001년)
- 비상애정 (1998년)